# Isidoro Wiel
Isidoro Wiel (Padova, 1º gennaio 1897 – Mare Adriatico, 6 agosto 1928) è stato un militare e marinaio italiano, distintosi come ufficiale imbarcato su varie navi nel corso della prima guerra mondiale. Dopo aver comandato varie unità sommergibili, nel 1928 assunse il comando del battello F 14 andato perso per collisione con il cacciatorpediniere Giuseppe Missori il 6 agosto 1928.

## Biografia
Nacque a Padova il 1 gennaio 1897. Nel 1911 fu ammesso a frequentare la Regia Accademia Navale di Livorno da cui uscì, con il grado di guardiamarina, nel 1915. Mentre frequentava l'Accademia navale come allievo, nel 1912 prese parte alla guerra italo-turca imbarcato sulla nave scuola Flavio Gioia. Dopo l'entrata in guerra del Regno d'Italia, avvenuta il 24 maggio 1915, prese parte alle operazioni belliche dapprima imbarcato sulla nave da battaglia Giulio Cesare, e poi su varie unità leggere di superficie impiegate nella scorta ai convogli diretti verso l'Albania. Nel 1918 fu imbarcato sull'incrociatore protetto Basilicata e poi sulla corazzata Enrico Dandolo. Fu promosso tenente di vascello nel novembre 1918, e poi, dopo la fine delle ostilità, si imbarcò sulla cannoniera Pietro Verri in qualità di vicecomandante. Dopo aver frequentato un corso di specializzazione sull'utilizzo dei siluri, fu assegnato alla Scuola torpedinieri di La Spezia, e nel 1928 completò lo studio su una torpedine oscillante che gli valse l'assegnazione della medaglia d'oro di 1ª classe per lavori utili alla Regia Marina. Nel 1924 fu assegnato alla specialità sommergibili imbarcandosi in successione come comandante sui battelli H 4, H 1, H 3 e H 7. Dopo aver frequentato la Scuola di comando navale, ed essere stato promosso capitano di corvetta, nell'aprile successivo assunse il comando del sommergibile F 14. Il 6 agosto l'unità salpò da Pola per un'esercitazione d'attacco a una formazione navale composta dall'incrociatore leggero Brindisi e dall'esploratore Aquila, con la scorta della V Flottiglia Cacciatorpediniere, da Parenzo a Pola.   Durante la manovra andò a quota periscopica di prora alla squadriglia di scorta. Lo F 14 fu avvistato dal cacciatorpediniere Giuseppe Missori quando si trovava a 180-160 metri di distanza dal CT; a nulla valsero le manovre del Missori (timone a dritta e macchine indietro tutta) e del sommergibile (accostata a dritta), che si trovava pressoché immobile, quasi in affioramento: il cacciatorpediniere speronò lo F 14 a poppavia del portello di poppa, aprendo nello scafo una falla di 60 centimetri per 25, il sommergibile sbandò a dritta, si appoppò, impennò la prua spingendola fuor d'acqua e affondò 7 miglia ad ovest di San Giovanni in Pelago (Pola) su un fondale di circa 40 m.
Fu successivamente tentata una manovra di sollevamento a mezzo del grosso pontone a gru GA 141, da 240 tonnellate, al comando del capitano di corvetta Tullio Vian, giunto appositamente da Pola. L'operazione di soccorso durò in tutto 34 ore, ma tutti i membri dell'equipaggio furono trovati morti a causa delle esalazioni dovute al cloro alle batterie degli accumulatori e per l'eccesso di anidride carbonica. Nei momenti del sollevamento egli tenne un brogliaccio di bordo descrivendo la drammatica situazione, e scrivendo fino a quando poté.  Fu insignito della medaglia d'argento al valor militare alla memoria.  Una via di Padova e una scuola a Santa Croce Bigolina portano il suo nome.